# Бех (комуна)
Бех (люксемб. Bech, фр. Bech, нім. Bech) — комуна Люксембургу. Входить до складу кантону Ехтернах в окрузі Гревенмахер.

## Географія
Площа території комуни становить 23,31 км² (37-е місце за цим показником серед 116 комун Люксембургу).
Висота найвищої точки комуни над рівнем моря складає 408 метрів (51-е місце за цим показником серед комун країни), найнижчої — 261 метрів (71-е місце).

## Демографія
Станом на 2011 рік на території комуни мешкало 1 076 ос.
Динаміка чисельності населення:

## Адміністративний поділ
До складу комуни входять такі поселення:
| Поселення | Населення за даними переписів: | Населення за даними переписів: | Населення за даними переписів: |
| Поселення | на 31.03.1981                  | на 01.03.1991                  | на 15.02.2001                  |
| --------- | ------------------------------ | ------------------------------ | ------------------------------ |
| Альтрієр  | 139                            | 121                            | 184                            |
| Бех       | 294                            | 342                            | 368                            |
| Хемсталь  | н/д                            | 75                             | 76                             |
| Херсберг  | н/д                            | 126                            | 171                            |
| Ріппіг    | 134                            | 80                             | 109                            |
| Зіттіг    | н/д                            | 42                             | 38                             |